# Maurice Rieder
Maurice R. Rieder (* um 1897; † 25. Dezember 1979) war ein Schweizer Ruderer.

## Biografie
Maurice Rieder gehörte der Ruder-Sektion des Grasshopper Club Zürich an. 1926 und 1927 wurde er zusammen mit Rudolf Bosshard Europameister im Doppelzweier. Bei den Olympischen Spielen 1928 in Amsterdam unterlagen Bosshard und Rieder im ersten Vorlauf der Doppelzweier-Regatta den späteren Olympiasiegern Paul Costello und Charles McIlvaine. Über den Hoffnungslauf und die zweite Runde erreichten die beiden Schweizer die dritte Runde, in der sie erneut den beiden US-Amerikanern unterlagen.